# Kloster Rosenthal (Pfalz)
Kloster Rosenthal (auch Kloster St. Maria im Rosenthal; heute Rosenthalerhof oder Kerzenheim, Ortsteil Rosenthal) war eine der Muttergottes geweihte Zisterzienserinnenabtei. Es liegt im Rodenbachtal in der Nordpfalz und ist heute eine sehr idyllisch gelegene Klosterruine mit Weiher und Gaststätte, um die sich ein kleiner Ort gebildet hat, der zu Kerzenheim im Donnersbergkreis gehört.

## Gründung und Gründerfamilie
Das Kloster wurde 1241 durch Graf Eberhard IV. von Eberstein (frühere Zählung Eberhard II.), Burgherr zu Stauf, und seine Gemahlin Adelheid von Sayn gestiftet. Eberhard von Eberstein war der Bruder des Speyerer Bischofs Konrad von Eberstein und ein Cousin der hl. Hedwig. Er stammte mütterlicherseits von den Andechsern ab und war über seine beiden Schwestern mit den Leiningern und den Raugrafen verschwägert. Sein Neffe Raugraf Eberhard I., Bischof von Worms, weihte am 22. Mai 1261 die frühgotische Kirche des von seinem Onkel gestifteten Klosters Rosenthal. Im Oktober des Jahres begrub man dort des Bischofs Bruder Raugraf Heinrich I. († 1261); die Grabplatte ist in der Kirchenruine erhalten. Laut der Regensburger Chronik von Carl Theodor Gemeiner, war er der Ritter, der mit Herzogin Maria von Brabant einen Briefwechsel führte, weshalb diese, aus unbegründeter Eifersucht, 1256 auf Befehl ihres Gatten Ludwig des Strengen von Bayern enthauptet wurde.

## Geschichte des Klosters

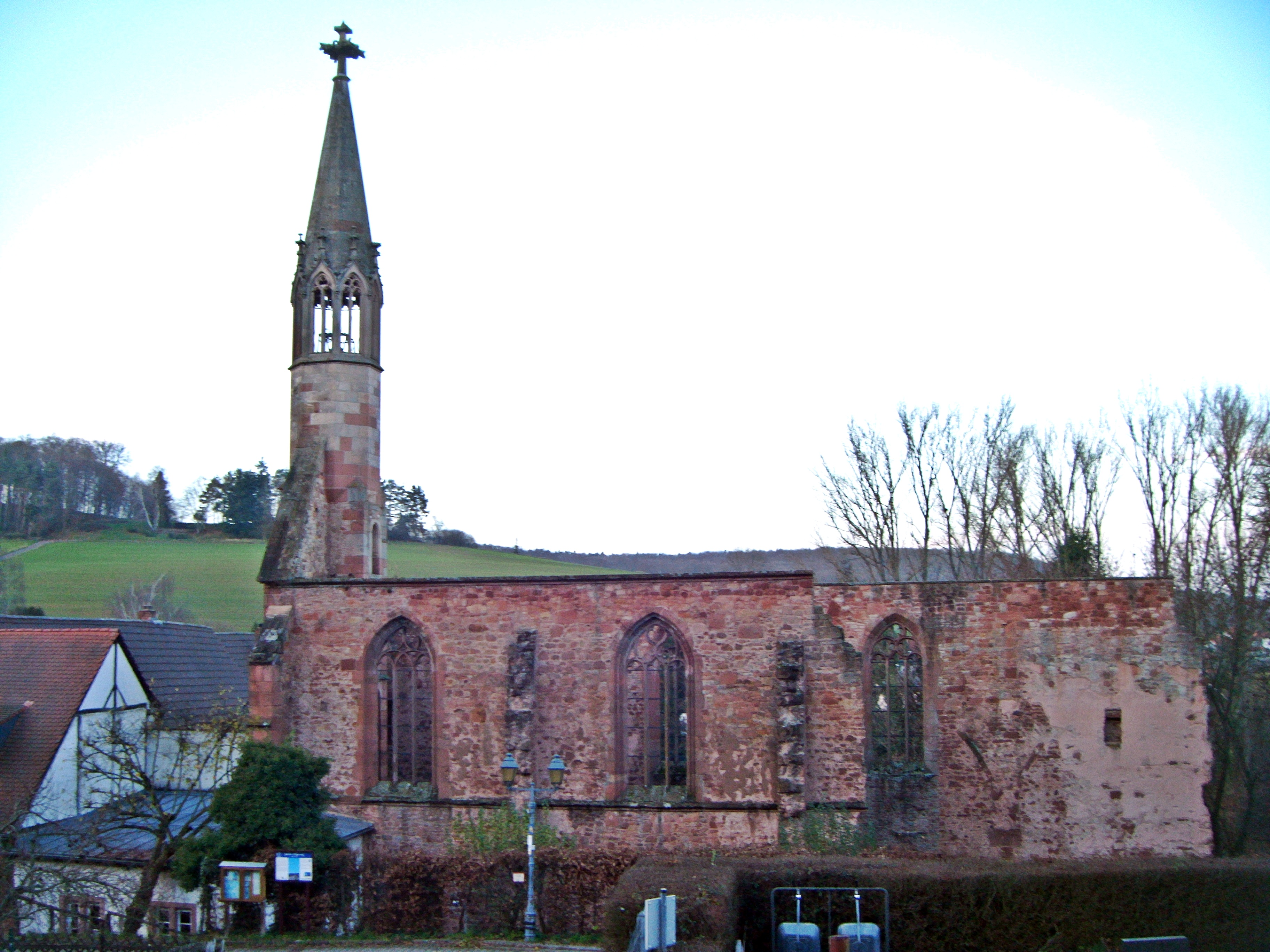
Die Kirchenruine von Süden (2014)

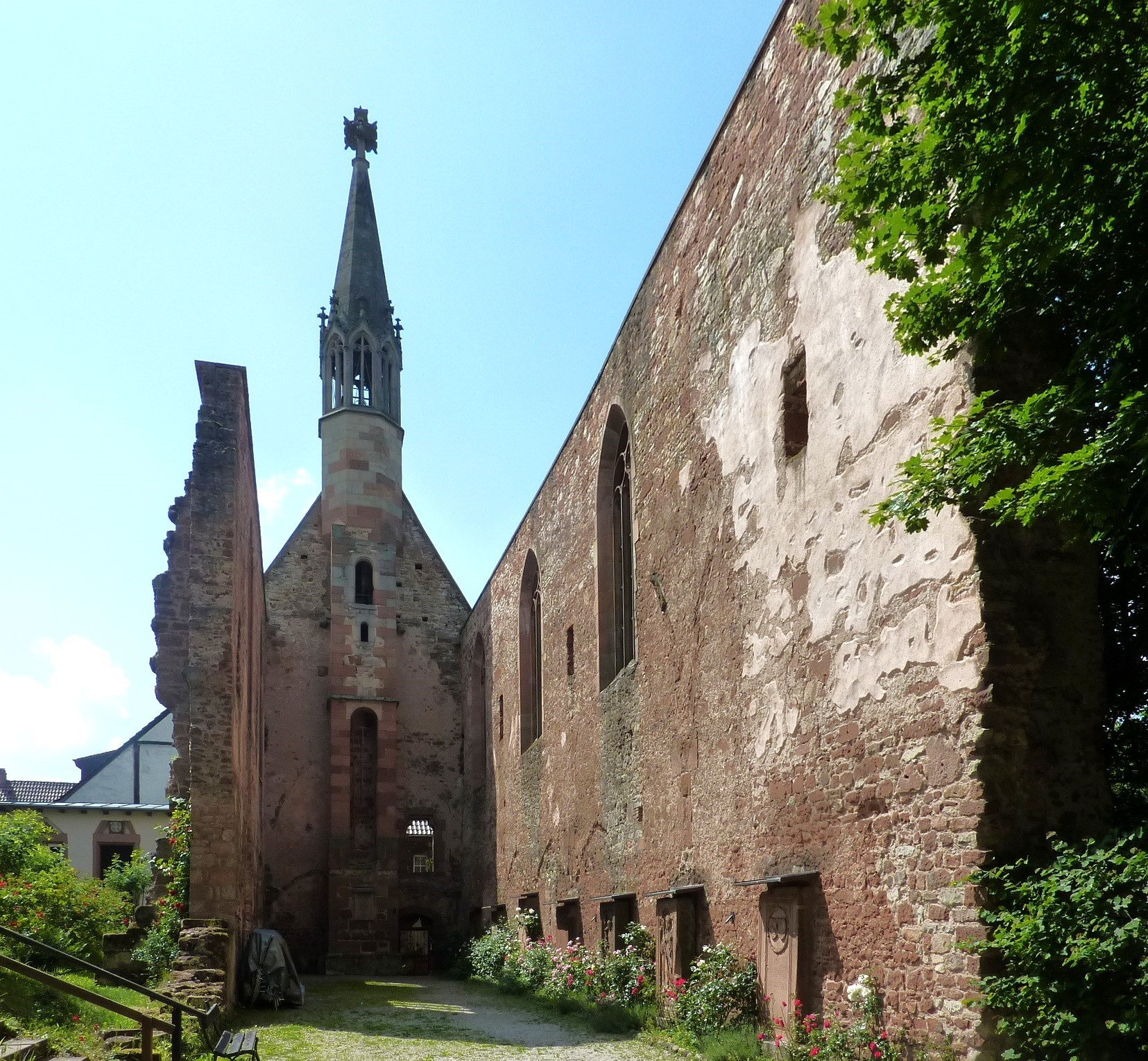
Kirchenruine von Innen, Blick Richtung Westen

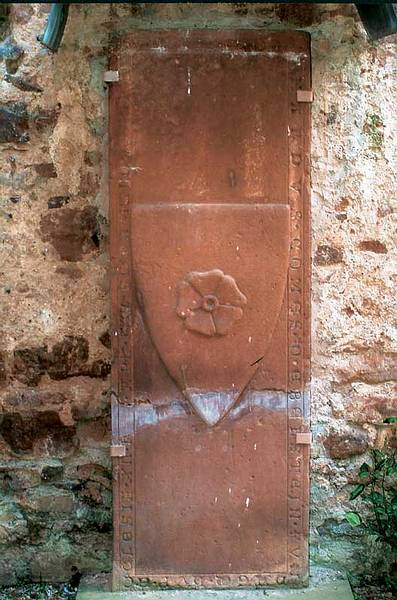
Grabplatte des Klostergründers Eberhard von Eberstein in der Rosenthaler Kirchenruine

Viele Töchter des Landadels traten in das Kloster ein. Im Jahre 1496 gehörten ihm 70 Personen an, davon 31 Chorschwestern, 14 Laienschwestern und 24 Dienstleute. Die Nonnen brachten das ihnen zustehende Heiratsgut in die Klostergemeinschaft ein und es fielen ihr auch sonstige Schenkungen zu. Dadurch hatte der Konvent nicht unerheblichen Besitz in der näheren und weiteren Umgebung, besonders in Asselheim, Bechtolsheim, Breunigweiler, Göllheim, Guntheim, Hillesheim, Kerzenheim, Lautersheim und in Sippersfeld.
In der Schlacht bei Göllheim am 2. Juli 1298 fiel König Adolf von Nassau und wurde hier beigesetzt. Er war der Großneffe des Klostergründers und blieb elf Jahre lang in Rosenthal bestattet, da ihm sein überlebender Kontrahent Albrecht von Österreich die Beisetzung im Speyerer Dom verweigerte. Erst nach dessen Tod konnte er 1309 in die Kathedrale überführt werden. Seine Gattin Imagina von Isenburg-Limburg betete gemäß der Überlieferung in der Rosenthaler Klosterkirche, während unweit davon die Schlacht tobte. Am Todesort ihres Mannes ließ sie später das frühgotische Königskreuz errichten und erlebte noch seine Überführung nach Speyer.
In der Mainzer Stiftsfehde (1461/62) wurde der Konvent unter der Äbtissin Anna von Lustadt
(† 1485) in Mitleidenschaft gezogen. Ende des 15. Jahrhunderts ließ ihre übernächste Nachfolgerin Margaretha von Venningen († 1505) die Klosterkirche im Stil der Spätgotik umbauen, wobei auch der markante Fialturm entstand.
Im Pfälzischen Bauernkrieg, während der Amtszeit von Äbtissin Barbara Göler von Ravensburg († 1535), plünderte und verwüstete man 1525 das Kloster, es konnte jedoch weitergeführt werden; bis schließlich 1572 die 14. Äbtissin, Elisabeth von Geispitzheim, im Zuge der Reformation alle Rechte an den damaligen Landesherrn Graf Philipp IV. von Nassau-Weilburg abtrat.
Dieser hatte schon vorher die Aufnahme neuer Schwestern untersagt und auf eine Schließung des Konvents gedrängt. Er löste das Kloster auf, brachte den Besitz an sich und setzte einen weltlichen Schaffner zur Verwaltung und Bewirtschaftung des Grundbesitzes ein. In der Folgezeit dienten die Klostergefälle den wechselnden Linien des regierenden Hauses Nassau als Einnahmequelle.
Gegen Ende des Dreißigjährigen Krieges setzte Kaiser Ferdinand III. den Zisterzienserorden wieder in seine Rechte ein. Unter der Äbtissin von Königsbruck wurde Rosenthal im Frühjahr 1646 wieder von Nonnen besiedelt und die Anlage renoviert. Unter Berufung auf die im Westfälischen Frieden getroffenen Vereinbarungen vertrieben die Grafen von Nassau die Schwestern im Februar 1651 erneut aus dem Kloster. Es blieb aufgelöst und wurde als Staatsdomäne verwaltet. 1794 beschlagnahmten die Franzosen den Besitz und versteigerten ihn in Teilen. Es siedelten sich dort Mennoniten an, bewirtschafteten die ehemaligen Klostergüter weiter und bewohnten die Klostergebäude, die sie unter den Familien aufteilten. Die Kirche diente ihnen als Steinbruch und man begann, sie im Chorbereich abzureißen.
Der Bayerische Staat gebot dem Zerstörungswerk Einhalt, indem der Landrat des Bezirksamtes Kirchheim die Kirchenruine 1851 zugunsten des Historischen Vereins der Pfalz und der bayerischen Bezirksregierung in Speyer aufkaufte. 1863 ging sie in den Besitz des damaligen Rosenthaler Vereins über und heute betreut der Historische Verein Rosenthal und Umgebung e. V. die eindrucksvolle Anlage.

### Heutiger Zustand

Wappen von Kerzenheim, die rechte Hälfte mit Rose und Kirche symbolisiert den Ortsteil Rosenthal

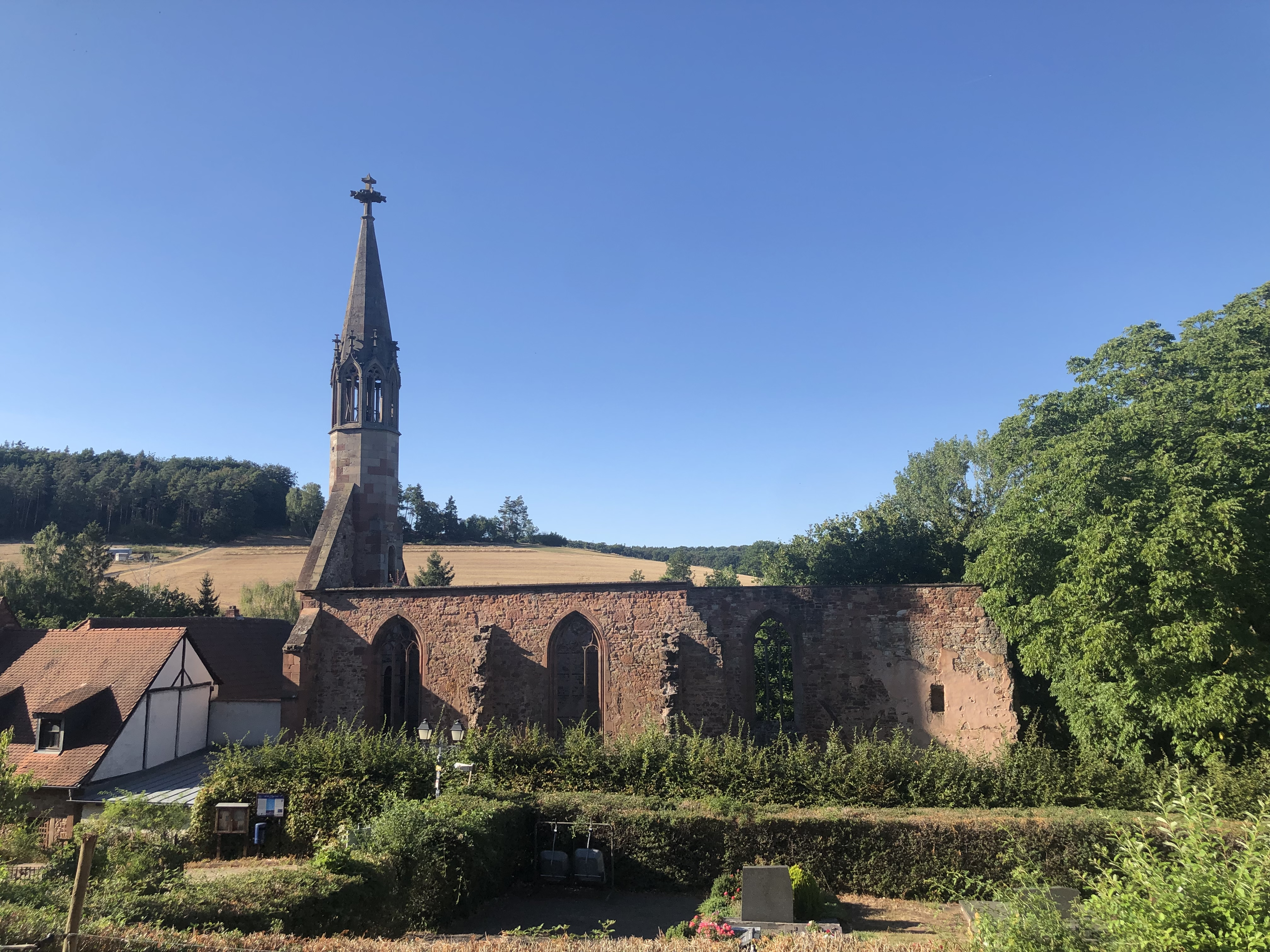
Die Kirchenruine von Süden (2022)

Auf dem Gelände ist ein kleines Museum eingerichtet. Von der dachlosen, einschiffigen Kirchenruine steht noch der größte Teil des Langhauses und das Westwerk mit einem spätgotischen Glockentürmchen, das inzwischen sogar wieder eine Glocke besitzt. Dieses weithin sichtbare Glockentürmchen ist neben der Ebersteiner Wappenrose des Klosterstifters Eberhard von Eberstein zum Symbol von Rosenthal geworden. Die Kirchensilhouette mit dem markanten Türmchen und die Ebersteiner Rose sind auch als Attribute in das Ortswappen von Kerzenheim übergegangen, wozu Rosenthal inzwischen als Gemeindeteil gehört. Die bis 1990 noch teilweise landwirtschaftlich genutzten Klostergebäude bergen noch manches architektonische Kleinod. Ein Teil davon beherbergt inzwischen eine Gaststätte mit rustikalem Ambiente. Erst 1999 wurde auf dem Gelände der sehr gut erhaltene Grabstein der Äbtissin Ursula von Venningen entdeckt und ausgegraben. Die Ruine der Klosterkirche ist Privateigentum eines Vereins, der den Zugang nur an Sonn- und Feiertagen und nach Vereinbarung von April bis Oktober gewährt.

Von der Anlage gilt noch immer, was Domkapitular Franz Xaver Remling schon 1836 schrieb:

„Deßungeachtet sind noch heute die Rosenthaler Klosterruinen die schönsten und wohlerhaltensten des ganzen Kreises und sohin werth von jedem Alterthums-Freunde besucht zu werden.“

.

### Sage
Auf der Landstraße von Grünstadt nach Göllheim gelangt man bei Kerzenheim auf schmalem Waldwege in ein enges Thälchen, in welchem etwa dreiviertel Stunden waldeinwärts das graue, gothische Thürmlein des ehemaligen Klosters Rosenthal aus dem Schatten der Bäume trauernd hervorragt. Eberhard II., Graf von Eberstein und seine Gattin Adelinde waren die Stifter desselben. Der Name soll aus dem Wappenschilde der Grafen von Eberstein, welche eine Rose in weißem Felde führten, entlehnt worden sein. Dagegen hielten die Nonnen zu Rosenthal an der Sage, es seien, als man mit dem Baue des Klosters mitten im Winter beschäftigt war, blühende Rosen in den Gesträuchen gefunden und daher dem Kloster der Name beigelegt worden.
Es war im Jahre 1298, als der unglückliche Kaiser Adolph von Nassau auf dem Felde bei Göllheim den Tod fand und darauf in dem Kloster Rosenthal beigesetzt wurde. Der Sieger Albrecht von Österreich, der den Aufstieg des Hauses Habsburg begründete, verweigerte Adolf von Nassau das Begräbnis in Speyer, so dass er elf Jahre im Kloster begraben war. Erst nachdem Albrecht auch tot war, genehmigte Kaiser Heinrich VII. beider Begräbnis im Kaiserdom zu Speyer 1309. Als im Pfälzischen Erbfolge Krieg 1689 unter Ludwig XIV. die Pfalz verwüstet wurde, erbrach die Soldateska die Sarkopharge und kegelte mit den Schädel und Gebeinen aller dort Bestatteten.

## Einzelbelege
1. ↑  Adolph Köllner: Geschichte der Herrschaft Kirchheim-Boland und Stauf, Wiesbaden, 1854, S. 89; (Digitalscan)
2. ↑  Schöppner: Sagenbuch der Bayerischen Lande. S. 352–353  nach: F. X. Remling: Geschichte der Abteien und Klöster in Rheinbayern. Teil I. 1836, S. 276.
3. ↑  Conrad: St.Maria in Rosenthal. In: Nordpfälzer Geschichtsverein/Beiträge zur Heimatgeschichte. Sonderdruck, S. 5.